# 向日市立第4向陽小学校
向日市立第4向陽小学校（むこうしりつ だいよんこうようしょうがっこう）は、京都府向日市寺戸町にある市立小学校。

## 概要
- 本校は、向日市の人口増加により、第2向陽小学校の一部学区を分離して開校した。

## 沿革
- 1971年（昭和46年） - この年から1972年（昭和47年）にかけて、用地取得・建築開始。
- 1973年（昭和48年）
  - 4月1日 - 向日市立第4向陽小学校開校。ただし、当年度に限り第6学年児童のみ、引き続き第2向陽小学校へ通学。
  - 4月7日 - 開校式挙行。
  - 8月8日 - プール完成、翌日プール開き。
  - 10月 - 当月から1974年（昭和49年）5月にかけて、第2期工事（現在南校舎）。
- 1974年（昭和49年）11月 - 当月から1975年（昭和50年）5月にかけて、第3期工事。
- 1976年（昭和51年）8月 - 当月から1977年（昭和52年）2月 にかけて、第4期工事（体育館）完成。
- 1977年（昭和52年）
  - 4月 - 障害児学級開設（知）。
  - 8月 - この月から1978年（昭和53年）3月 にかけて、第5期工事（南校舎2階）。
- 1979年（昭和54年）9月 - この月から1980年（昭和55年）3月にかけて、第6期工事（中校舎3階）。
- 1980年（昭和55年）4月 - 障害児学級増設（情緒）。
- 1988年（昭和63年）8月 - 児童昇降口のシャッター新設。
- 1989年（平成元年）
  - 8月 - 放送設備改設と防球ネット延長増設。
  - 9月 - 機械警備開始。
- 1990年（平成2年）4月 - 情緒障害児学級閉級。
- 1991年（平成3年）5月 - この月から、グラウンド改修工事。
- 1993年（平成5年）8月 - 2階窓枠設置。
- 1994年（平成6年）8月 - 2階渡廊下窓枠設置。
- 1995年（平成7年）3月 - 鳥小屋新設。
- 1996年（平成8年）9月 - 和室新設（北校舎1階）。
- 1997年（平成9年）4月 - お年寄りとの交流会（昔の遊び交流給食など）実施。同月、TT加配教員配置。
- 1999年（平成11年）
  - 4月 - 障害児学級増設（情緒）。
  - 8月 - 老人福祉センター設置、北校舎大規模改造。
- 2000年（平成12年）7月 - 老人福祉センター『琴の橋』完成。同月、コンピュータ室、ランチルーム、調理室完成。
- 2002年（平成14年）12月 - 中庭改装。
- 2003年（平成15年）
  - 3月 - プール改装。
  - 4月 - 教育方法工夫加配教員2名配置。
- 2004年（平成16年）4月 - 1年生指導補助教員配置。同月、ALT（外国語指導助手）配置（6年生）。
- 2005年（平成17年）4月 - 学校評価制度導入。
- 2008年（平成20年）4月 - 給食業務民間委託開始。同月、特別支援学級増設（自閉症・情緒障害）。
- 2009年（平成21年）8月 - 中校舎(東)耐震工事。

## 主な進学先
- 向日市立寺戸中学校

## 学校周辺
- 向日市立第5保育所
- 学校法人京都成安学園成安幼稚園

## 交通
- 阪急京都本線
  - 洛西口駅（西口）から、徒歩約680m・約11分。
  - 東向日駅（西口）から、徒歩約1.1km・約17分。
- 阪急京都本線・嵐山線桂駅から、下述の京都市営バス「特南1」系統で、「川島六ノ坪」バス停下車後、徒歩。
- JR東海道本線（JR京都線）
  - 向日町駅から、徒歩約1.2km・約18分。
  - 桂川駅から、下述の京都市営バス「特南1」系統で、「川島六ノ坪」バス停下車後、徒歩。
- 京都市営バス「特南1」系統で、「川島六ノ坪町」バス停から、徒歩約780m・約12分。
- 向日市役所から、
  - 車で約1.5km・約2分。
  - 阪急バス「63」・「64」・「66」・「80」の各系統で、「向日市役所前」バス停から、徒歩約1.5km・約23分。

## 通学区域が隣接している学校
- 向日市立第2向陽小学校
- 向日市立第6向陽小学校
- 向日市立第3向陽小学校
- 京都市立久世西小学校
- 京都市立川岡小学校
- 京都市立樫原小学校